# ハンフリー・ド・ブーン (第7代ヘレフォード伯)
第7代ヘレフォード伯、第6代エセックス伯、第2代ノーサンプトン伯ハンフリー・ド・ブーン（Humphrey de Bohun, 7th Earl of Hereford, 6th Earl of Essex, 2nd Earl of Northampton, 1342年3月25日 - 1373年1月16日）は、初代ノーサンプトン伯ウィリアム・ド・ブーンとエリザベス・ド・バドルズミアの息子で、ハンフリー・ド・ブーンとエドワード1世の娘エリザベス・オブ・リズランの孫にあたる。子供のいなかった伯父の第6代ヘレフォード伯ハンフリー・ド・ブーンの死後、ヘレフォード伯位の相続人となった。

## 生涯
キプロス王ピエール1世がイングランドを訪問した後、ハンフリーは1365年のアレクサンドリア十字軍に参加した。
1359年9月9日以降に第10代アランデル伯リチャード・フィッツアランとエレノア・オブ・ランカスターの娘ジョーン・フィッツアランと結婚した。ハンフリーの死後、その遺産は2人の娘に相続され、爵位は停止された。
- エレノア（1366年 - 1399年） - 初代グロスター公トマス・オブ・ウッドストックと結婚
- メアリー（1368年頃 - 1394年） - ヘンリー・ボリングブルック（後のイングランド王ヘンリー4世）と結婚
- エリザベス - 早世